# Arumecla
Arumecla là một chi bướm ngày thuộc họ Bướm xanh.

## Loài
- Arumecla aruma (Hewitson, 1877)
- Arumecla galliena (Hewitson, 1877)
- Arumecla nisaee (Godman & Salvin, [1887])